# Biblioteka Klasyków Psychologii
Biblioteka Klasyków Psychologii – książkowa seria wydawnicza PWN od roku 1986.
W serii wydawane są klasyczne dzieła filozoficzne, które miały największy wpływ na rozwój psychologii na świecie i w Polsce. Seria jest wzorowana na Biblioteka Klasyków Filozofii PWN oraz na anglojęzycznej Significant Contributions to the History of Psychology 1750-1920.

## Tomy wydane
- Bieg życia ludzkiego Charlotte Bühler 1999
- Charaktery rozumów ludzkich Michał Wiszniewski 1988
- Czynności umysłowe w społeczeństwach pierwotnych Lucien Lévy-Bruhl 1992
- Ego i mechanizmy obronne Anna Freud 2004
- Geniusz i obłąkanie Cesare Lombroso 1987
- Jak dziecko sobie wyobraża świat Jean Piaget 2006
- Jak myślimy? John Dewey 1988
- Motywacja i osobowość Abraham Maslow 2006
- Mowa i myślenie dziecka Jean Piaget 1992, 2005
- Myślenie i mowa Lew Wygotski 1989
- Namiętności duszy René Descartes 1986
- Narzędzie i znak w rozwoju dziecka Lew Wygotski 2006
- Nauka i zachowanie człowieka B. F. Skinner 2022
- Niech się stanie człowiek. Z psychologii etyki Erich Fromm 2005
- Nowe drogi w psychoanalizie Karen Horney 1987
- O duszy Arystoteles 1988
- O sztuce istnienia. Terapeutyczne aspekty psychoanalizy Erich Fromm 2005
- O sztuce słuchania. Terapeutyczne aspekty psychoanalizy Erich Fromm 2006
- O wyrazie uczuć u człowieka i zwierząt Charles Darwin 1988
- Odpowiedź fizjologa psychologom i inne prace Iwan Pawłow 1990
- Odruchy mózgowe Iwan Seczenow 1986
- Osobowość i charakter Stefan Szuman 2014
- Pierwsze zasady psychologii i inne prace Julian Ochorowicz 1996
- Poza zasadą przyjemności Sigmund Freud 2005
- Prawa psychologii społecznej Florian Znaniecki 1991
- Problemy humanisty Józef Pieter 2021
- Przywiązanie John Bowlby 2007
- Psychologia: kurs skrócony William James 2002
- Psychologia tłumu Gustave Le Bon 1986
- Psychologia uczuć i inne pisma Władysław Witwicki 1995
- Psychologia w szkole lwowsko-warszawskiej: Twardowski, Witwicki, Baley, Błachowski, Kreutz, Lewicki, Tomaszewski 1997
- Psychologia z punktu widzenia behawiorysty John Broadus Watson 1990
- Psychopatologia życia codziennego. Marzenia senne Zygmunt Freud 1987
- Rewizja psychoanalizy Erich Fromm 2006
- Sens życia Alfred Adler 1986
- Studia z psychologii dziecka Jean Piaget 2006
- Teoria dysonansu poznawczego Leon Festinger 2007
- Teoria społecznego uczenia się Albert Bandura 2007
- Terapia Gestalt Frederick S. Perls 2019
- U podstaw psychologii i inne pisma Władysław Heinrich 1988
- Uczenie się ludzi Edward Thorndike 1990
- Umysł otwarty i zamknięty Milton Rokeach 2019
- Wstęp do psychoanalizy Sigmund Freud 2004, 2008
- Zachowanie celowe u zwierząt i ludzi Edward Tolman 1995
- Zachowanie się organizmów B. F. Skinner 1995